# KISS1
KISS1 (англ. KiSS-1 metastasis-suppressor) – білок, який кодується однойменним геном, розташованим у людей на короткому плечі 1-ї хромосоми.  Довжина поліпептидного ланцюга білка становить 138 амінокислот, а молекулярна маса — 14 705.
| 10         |  | 20         |  | 30         |  | 40         |  | 50         |
| ---------- |  | ---------- |  | ---------- |  | ---------- |  | ---------- |
| MNSLVSWQLL |  | LFLCATHFGE |  | PLEKVASVGN |  | SRPTGQQLES |  | LGLLAPGEQS |
| LPCTERKPAA |  | TARLSRRGTS |  | LSPPPESSGS |  | PQQPGLSAPH |  | SRQIPAPQGA |
| VLVQREKDLP |  | NYNWNSFGLR |  | FGKREAAPGN |  | HGRSAGRG   |  |            |

A: Аланін

C: Цистеїн

D: Аспарагінова кислота

E: Глутамінова кислота

F: Фенілаланін

G: Гліцин

H: Гістидин

I: Ізолейцин

K: Лізин

L: Лейцин

M: Метіонін

N: Аспарагін

P: Пролін

Q: Глутамін

R: Аргінін

S: Серин

T: Треонін

V: Валін

W: Триптофан

Секретований назовні.